# پریاپیسم

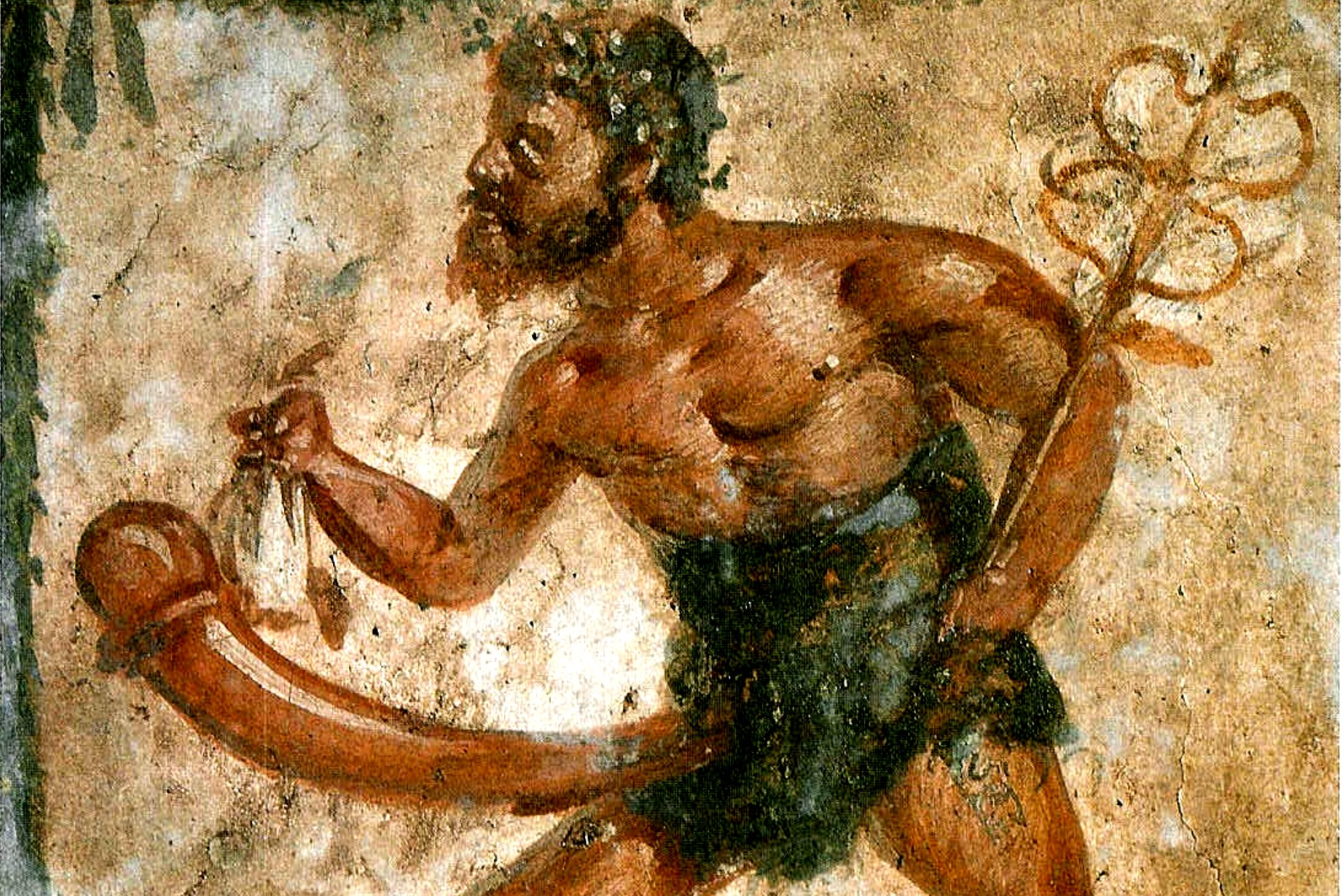
پریاپیسم یا نعوظ مانا

پریاپیسم یا نعوظ مانا (به انگلیسی: Priapism)(‎/ˈpraɪəpɪzəm/‎) بیماری نادری است که آلت تناسلی جنس مذکر در غیاب تحریک جنسی ترصد یا همت یا بعد از تحریک جنسی به مدت طولانی در حالت نعوظ باقی می‌ماند. این بیماری به سه شکل بروز می‌کند، ایسکمیک با جریان خون کم، غیر ایسکمیک با جریان خون زیاد و تکرار شونده که بیشتر حالت‌ها به شکل ایسکمیک بروز می‌کند.
پریاپیسم ایسکمیک معمولاً خیلی دردناک است در صورتی که نوع غیر ایسکمیک آن درد ندارد. در نوع ایسکمیک تمام آلت سفت شده اما نوک آلت به حالت طبیعی است اما در نوع دوم تمام آلت کمی سفت است. این بیماری در زنان بسیار نادر است.
کم‌خونی داسی‌شکل شایعترین علت پریاپیسم ایسکمیک است. از علت‌های دیگر می‌توان استفاده از داروهای ضدروان‌پریشی، بازدارنده‌های بازجذب سروتونین و ضدانعقاد و همچنین داروهایی نظیر کوکائین و شاه‌دانه نام برد. پریاپیسم ایسکمیک زمانی اتفاق می‌افتد که خون از آلت تناسلی به اندازه کافی تخلیه نشود.
پریاپیسم غیر ایسکمیک در زمانی به وقوع می‌پیوندد که خون از شریان وارد اجسام غاری شود یا اثرات سیستم عصبی پاراسمپاتیک کاهش یابد و جریان خون در بافت زیاد شود. این نوع از پریاپیسم به دنبال ضربه به آلت یا آسیب طناب نخاعی ایجاد می‌شود. تشخیص این عارضه ممکن است با آنالیز گازهای خونی که از آلت گرفته شده یا به وسیله سونوگرافی انجام شود.
روش درمان این بیماری بر این اساس که کدام شکل از پریاپیسم اتفاق افتاده متفاوت است. در حالت عادی پریاپیسم ایسکمیک با استفاده از بلاک عصبی آلت، سپس تخلیه خون موجود در اجسام غاری انجام می‌شود. در صورتیکه این روش مؤثر نبود اجسام غاری به وسیله سرم نرمال سالین سرد شستشو داده شود یا فنیل آفرین به داخل این اجسام تزریق شود. برای پریاپیسم غیر ایسکمیک اغلب با استفاده از بسته‌های سرد و کمپرس درمان می‌شود.
در صورت عدم تأثیر اقدامات درمانی جراحی برای درمان این عارضه امکان‌پذیر است. در پریاپیسم ایسکمیک خطر ایجاد اسکار پایدار بعد از چهار ساعت افزایش می‌یابد و قطعاً پس از ۴۸ ساعت اتفاق می‌افتد. این بیماری برای ۱ در ۲۰٬۰۰۰ تا ۱ در ۱۰۰۰۰۰ مرد در سال اتفاق می‌افتد.

## طبقه‌بندی
این بیماری به سه شکل بروز می‌کند، ایسکمیک با جریان خون کم، غیر ایسکمیک با جریان خون زیاد و تکرار شونده که در اکثر حالات به شکل ایسکمیک بروز می‌کند. در تعریف پریاپیسم بعضی از منابع به نعوظ بیشتر چهار ساعت و سایر منابع به نعوظ بیشتر شش ساعت اشاره کرده‌اند. مدت زمان نعوظ عادی قبل از آنکه به عنوان پریاپیسم طبقه‌بندی شود هنوز بحث‌برانگیز است. پریاپیسم در زنان به شکل قابل توجهی کمتر از مردان است.

## علائم و نشانه‌ها
در پریاپیسم ایسکمیک جسم غاری پر خون شده و باقی‌ماندن خون در جسم غاری سبب افزایش دی‌اکسید کربن و افزایش غلظت خون می‌شود که در نهایت سبب آسیب به بافت آلت می‌شود. در صورتیکه بافت آلت آسیب ببیند می‌تواند منجر به اختلال در نعوظ شود. در موارد شدید این بیماری می‌تواند منجر به گانگرن بافت آلت شود.

## علل
این بیماری ممکن است با اختلالات خون‌شناسی به ویژه کم‌خونی داسی‌شکل یا سایر عوامل مانند سرطان خون، تالاسمی، بیماری فابری یا اختلالات عصبی مانند آسیب طناب نخاعی همراه باشد. این بیماری ممکن است با کاهش گلوکز ۶-فسفات دهیدروژناز که منجر به کاهش نیکوتین‌آمید آدنین دی‌نوکلئوتید فسفات می‌شود در ارتباط باشد. ان‌اِی‌دی‌پی‌اچ آنزیمی است که در ساخت نیتریک اکسید مشارکت می‌کند که ممکن است منجر به پریاپیسم شود.
اکسیژن درمانی با فشار بالا نیز برای درمان این بیماری موفقیت‌آمیز بوده‌است. پریاپیسم در موارد شدید هاری نیز دیده می‌شود.

## درمان

### راه اول
پریاپیسم از اورژانس‌های اورولوژی است. تجویز مسکن و تنقیه با محلول نمکی سرد می‌تواند موجب رفع نعوظ شود. از بیحسی نخاعی یا اپیدورال هم می‌توان استفاده کرد و با سوزن بزرگی از طریق گلنس، خون موجود در جسم غاری را تخلیه نمود. اضافه کردن مواد آدرنرژیک به محلول شستشوی جسم غاری کمک‌کننده است.

### راه دوم
قابل اطمینان‌ترین راه جراحی زیر بی هوشی عمومی است. در برخی مراکز آمبولیزاسیون زیر هدایت اشعه ایکس سرخرگ پودندال  نتایج خوبی داشته‌است.

## عوارض
بدترین عارضه پریاپیسم، ناتوانی جنسی است که بعد از پریاپیسم طولانی (چند روز) شایع است. تشخیص سریع (در عرض چند ساعت) و درمان فوری از بروز این عارضه جلوگیری می‌کند.